# MBDA CAMM

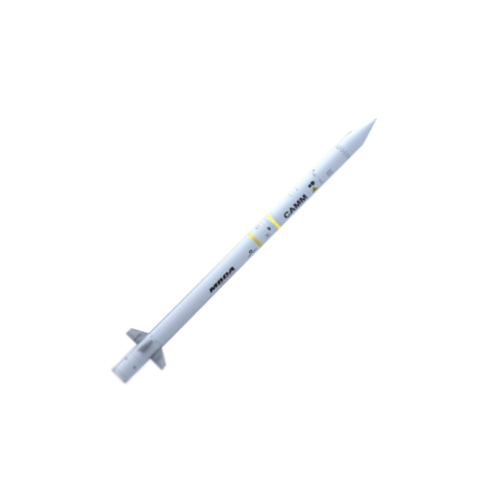
Řízená střela CAMM

MBDA CAMM (anglicky: Common Anti-Air Modular Missile) je rodina modulárních nadzvukových protiletadlových raketových kompletů krátkého a středního dosahu vyvíjených evropským zbrojním koncernem MBDA ve spolupráci s dalšími zbrojovkami. Střely CAMM sdílí některé komponenty se střelami vzduch-vzduch ASRAAM, mají však vylepšenou elektroniku a aktivní radarové navádění. Střely budou moci být odpalovány ze vzduchu (CAMM(A)), ze země (CAMM(L)), nebo z válečných lodí (CAMM(M)). Britské námořnictvo námořní verzi systém pojmenovalo Sea Captor.

## Vývoj

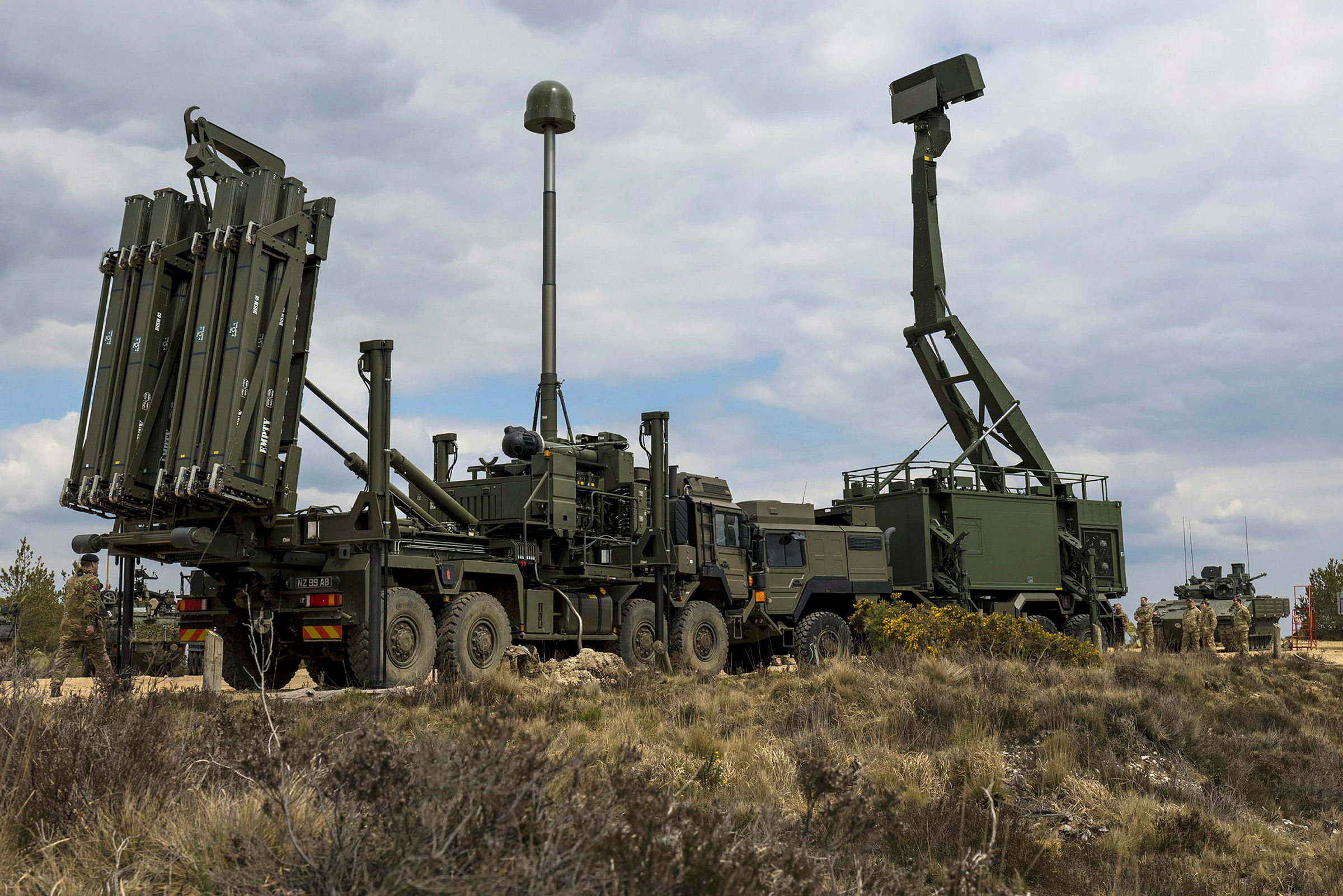
Sky Sabre

Střelu CAMM vyvinula ji zbrojovka MBDA Missile Systems ve spolupráci se společnostmi BAE Systems, EADS a Finmeccanica. Primárně byla vyvinuta jako náhrada protiletadlových řízených střel Sea Wolf britského námořnictva. První vyvinutou verzí je proto námořní Sea Captor, jejíž vývoj byl objednán v únoru 2012. Dne 21. května 2014 si střelu zvolilo novozélandské námořnictvo pro modernizaci svých fregat třídy Anzac. Na přelomu května a června 2014 proběhly na zkušebním polygonu Vidsel ve Švédsku první dva úspěšné zkušební odpaly střely CAMM. V listopadu 2014 si Brazílie vybrala tento systém jako výzbroj fregat třídy Tamandaré.
Střely CAMM mohou být vypouštěny z amerického vertikálního sila Mk.41. V dubnu 2018 pak byly úspěšně dokončeny zkoušky vypouštění střel CAMM z nového vertikálního sila Extensible Launching System (ExLS). To obsahuje tři buňky po čtyřech střelách a představuje levnější alternativu systému Mk.41.
Britské námořnictvo v květnu 2018 přijalo systém Sea Captor do služby. Tehdy již byl instalován na čtyři jeho fregaty a práce na dalších probíhaly.
K prvnímu úspěšnému bojovému nasazení systému došlo v souvislosti s krizí v Rudém moři. Do oblasti vyslaná fregata HMS Richmond (F-239) se 9. března 2024 zapojila do obrany proti vlně hútíjských dronů, přičemž dva drony střelami Sea Captor sestřelila.

## Verze
- CAMM(M) / Sea Captor – Námořní verze je primárně náhradou britského systému Sea Wolf. Střely jsou odpalovány z vertikálních vypouštěcích sil, a to buď z evropského typu Sylver, nebo amerického Mk 41. Střely jsou do sila vkládány v kanistrech po čtyřech kusech.[6]

- CAMM(L) / Sky Sabre – Pozemní verze, která primárně nahradí britský systém Rapier.[7] Vertikálně startující střely jsou v počtu 12 kusů umístěny na korbu nákladního automobilu MAN SV HX 60 (4x4).[8]

- CAMM(A) – Zamýšlená letecká verze.

- CAMM-ER (Extended Range) / Albatros NG – Zvětšená střela CAMM s doletem prodlouženým na více než 45 km je vyvíjena společností MBDA Italy.[9]

- Grifo – Italský systém protivzdušné obrany krátkého a středního dosahu založený na střele CAMM-ER.[10]

- Narew – Derivát pozemního systému Sky Sabre pro Polsko.

## Uživatelé
- Chile

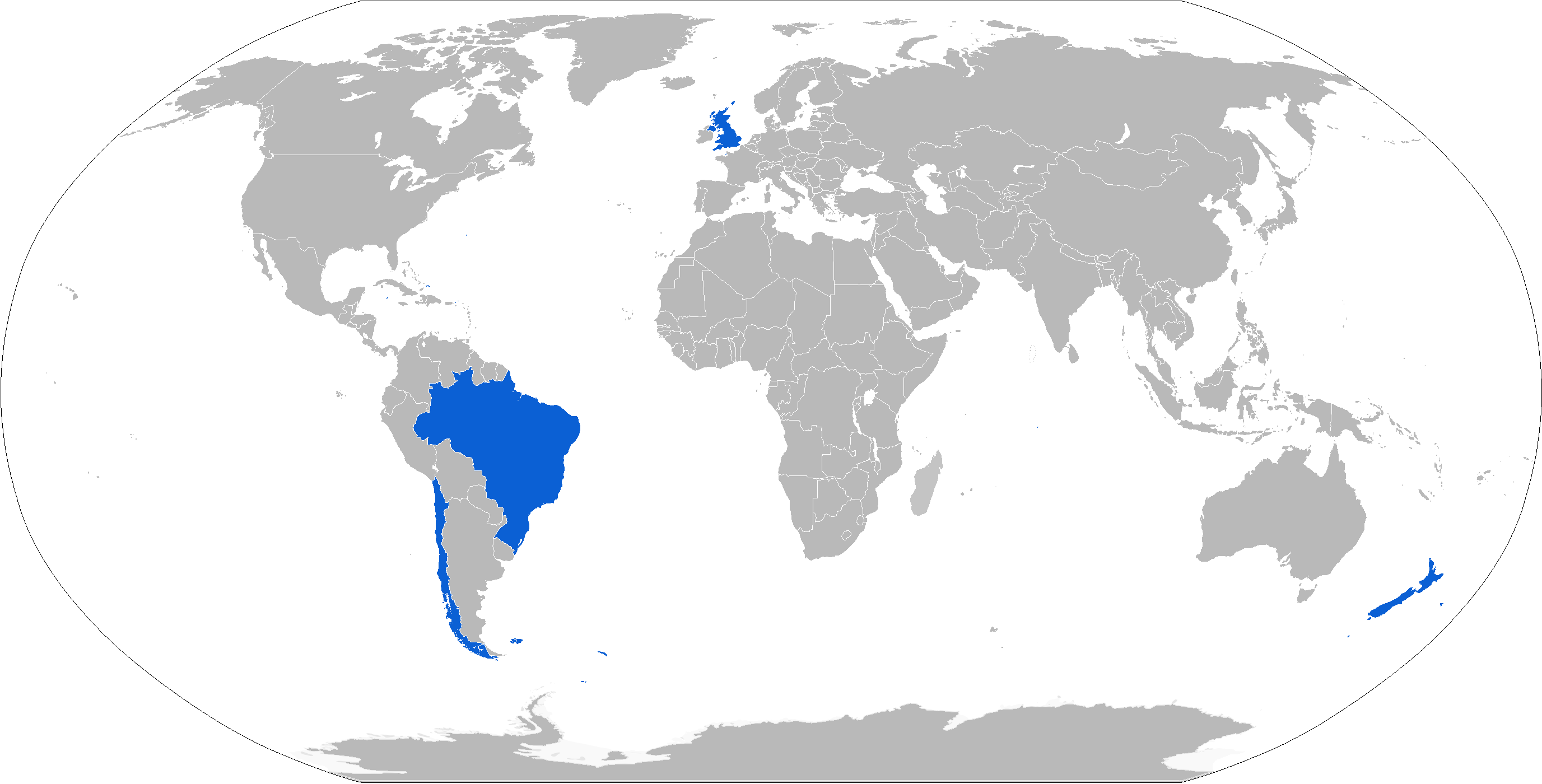
Přehled uživatelů

  - Chilské námořnictvo – Střely CAMM nahrady starší střely Sea Wolf ve výzbroji chilských fregat Typu 23 Norfolk.[11]

- Nový Zéland
  - Novozélandské královské námořnictvo – Střely CAMM byly vybrány pro modernizaci dvou fregat třídy Anzac.

- Pákistán
  - Pákistánské námořnictvo – Střely Albatros NG byly vybrány pro korvet třídy Babur.

- Spojené království
  - Britské královské námořnictvo – Systém Sea Captor na fregatách Typu 23 Norfolk nahradí zastarávající systém Sea Wolf. Budou jimi vyzbrojeny také nové fregaty Typu 26 (Global Combat Ship), Typu 31 Venturer a při modernizaci torpédoborce třídy Daring (typ 45).
  - Britská armáda – Pozemní verze systému Sky Sabre nahradí střely Rapier.[1] Armádní modernizační program nese označení FLAADS (Future Local Area Air Defence System).[2]

### Budoucí uživatelé
- Brazílie
  - Brazilské námořnictvo – Střely CAMM byly vybrány jako výzbroj nových fregat třídy Tamandaré.

- Polsko
  - Polské námořnictvo – Střela CAMM ponesou tři nové fregaty třídy Wicher, které vyhrály v programu Miecznik. Prototyp má být dodán roku 2028.
  - Polská armáda – V dubnu 2020 byla v rámci programu Narew objednána pozemní verze systému Sky Sabre. První dvě palebné jednotky systému byly objednány v rámci urgentní potřeby a dodány mají být do konce roku 2022. Plánováno je zakoupení až 23 bateriá Narew. Zpočátku budou palebnou jednotku tvořit velitelské vozidlo, radar (polský PIT-Radwar Sola) a tři odpalovací vozidla Později bude počet odpalovacích vozidel navýšen. Vozidla budou využívat polské podvozky Jeltz.[12]

- Saúdská Arábie
  - Saúdské královské námořnictvo – Střely vybrány jako výzbroj korvet třídy Saud.

## Základní technické údaje (CAMM)[8]
- Délka: 3,2 m
- Hmotnost: 99 kg
- Průměr: 166 mm
- Dosah: 25 km (1 km min.)
- Rychlost: 3 M
- Navádění: datalink (během letu), aktivní radarové